# Андреас Отъл
Андреас Отъл (на немски: Andreas Ottl) е немски футболист, играч на Херта Берлин. През периода 2005-2011 играе като дефанзивен халф в Байерн Мюнхен. Подписва първия си професионален договор на 1 юли, 2005.

## Кариера
От 1996 играе в различни младежки отбори на Байерн. През 2002 Херман Герланд го повиква в дублиращия отбор. След като се превръща във водеща фигура за втория отбор, Отъл е повикан и за първия.
През лятото на 2011 година Андреас Отъл преминава в състава на Херта Берлин.